# 罗伯特·巴彻
罗伯特·巴彻（英語：Robert Bacher，1905年8月31日—2004年11月18日），美国核物理学家，曼哈顿计划领导人之一。1905年出生于俄亥俄州劳登维尔。2004年逝世于加利福尼亚州蒙特西托。